# Karsan

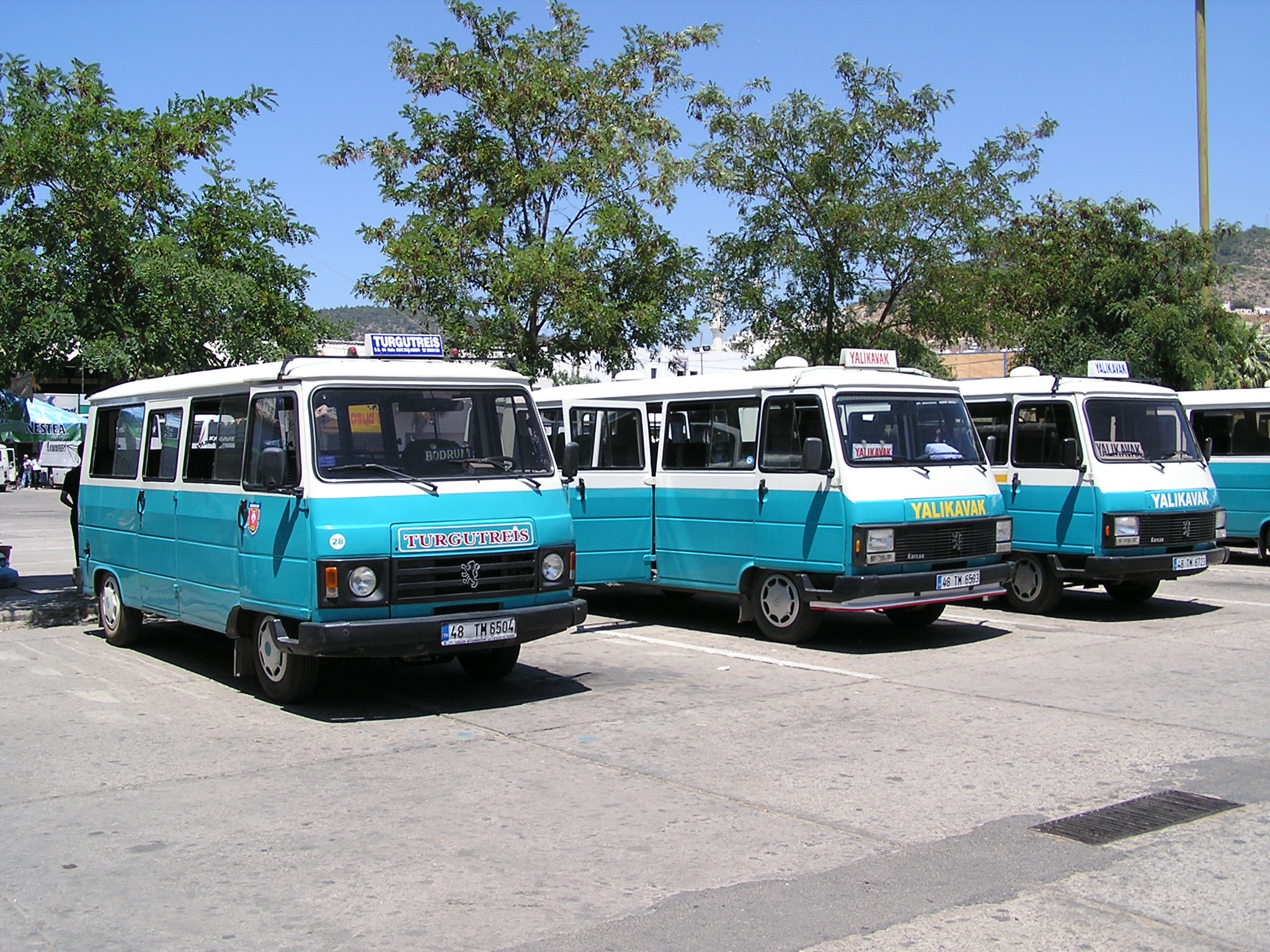
Peugeoty J9 Premier produkowane w fabrykach Karsana

Karsan (właśc. Karsan Otomotiv Sanayii ve Ticaret A.Ş.) – tureckie przedsiębiorstwo zajmujące się produkcją samochodów dostawczych i autobusów.

## Historia firmy
Karsan powstał w 1966 w Bursie jako Bursa Otomontaj ve Karoseri AŞ, producent małych samochodów dostawczych. W latach 1979–1998 przedsiębiorstwo zarządzane było przez konglomerat Koç Holding A.Ş. W 1998 Karsana przejęła Kıraça Group.
Przedsiębiorstwo produkuje, montuje i sprzedaje samochody dostawcze na licencji przedsiębiorstwa Peugeot. Od początku lat 80. produkowany był Peugeot J9. Od 1997 montowany jest Peugeot Partner. Oprócz nich montowane są lub były Peugeot Boxer, minibus Fiat Ducato dla Tofaş - FIAT oraz pojazdy specjalnego przeznaczenia: ambulanse, radiowozy czy taksówki.
W 1998, za 70 milionów dolarów, Karsan rozpoczął budowę nowego zakładu w Akcalar, która zakończyła się w październiku następnego roku. Większość kosztów inwestycji, która zwiększyła roczną moc przerobową lakierni do 25 tys. jednostek przy dwóch zmianach, została sfinansowana ze środków własnych przedsiębiorstwa. W 2001 inwestycja na sumę 2 milionów dolarów zwiększyła moc przerobową warsztatu do 40 tys. pojazdów przy dwóch zmianach. Dzięki temu moc produkcyjna fabryki może być podnoszona z 25 tys. na 40 tys. jednostek, w zależności od zapotrzebowania. Faktyczna produkcja wynosi około 10-15 tys. sztuk rocznie. Zakład został tak zaprojektowany, by możliwa była produkcję każdego rodzaju pojazdów, od samochodów osobowych po ciężarowe.
Pod koniec 2010 minibus J9 Premier został zastąpiony przez model J10, dostępny w trzech wersjach nadwozia - z 14, 17 lub 20 siedzeniami i napędzany silnikiem wysokoprężnym z wtryskiem common rail, o pojemności 2,3 litra produkcji Iveco. Pod koniec 2013 minibus J10 został zastąpiony przez model Jest.
W połowie 2011 New York City Taxi and Limousine Commission miało udzielić wyłącznej umowy na sprzedaż i obsługę taksówek w Nowym Jorku na 10 lat. Z tego powodu ogłoszono konkurs o nazwie Taksówka Jutra (ang.: Taxi of Tomorrow). Do finału przeszło trzech producentów - Karsan, Nissan oraz Ford, a każdy z pojazdów był oparty na nadwoziu typu minivan, a nie jak ówczesne i najbardziej popularne do tej pory w Nowym Jorku taksówki, na nadwoziu typu sedan. Karsan specjalnie na konkurs przygotował prototyp nazwany V1, jednak został on odrzucony jako pierwszy z powodu wątpliwości, czy przedsiębiorstwo może wykonać projekt. Ostatecznie ówczesny burmistrz Nowego Jorku Michael Bloomberg ogłosił, że propozycja Nissana z modelem NV200 została zwycięska.

## Produkowane pojazdy

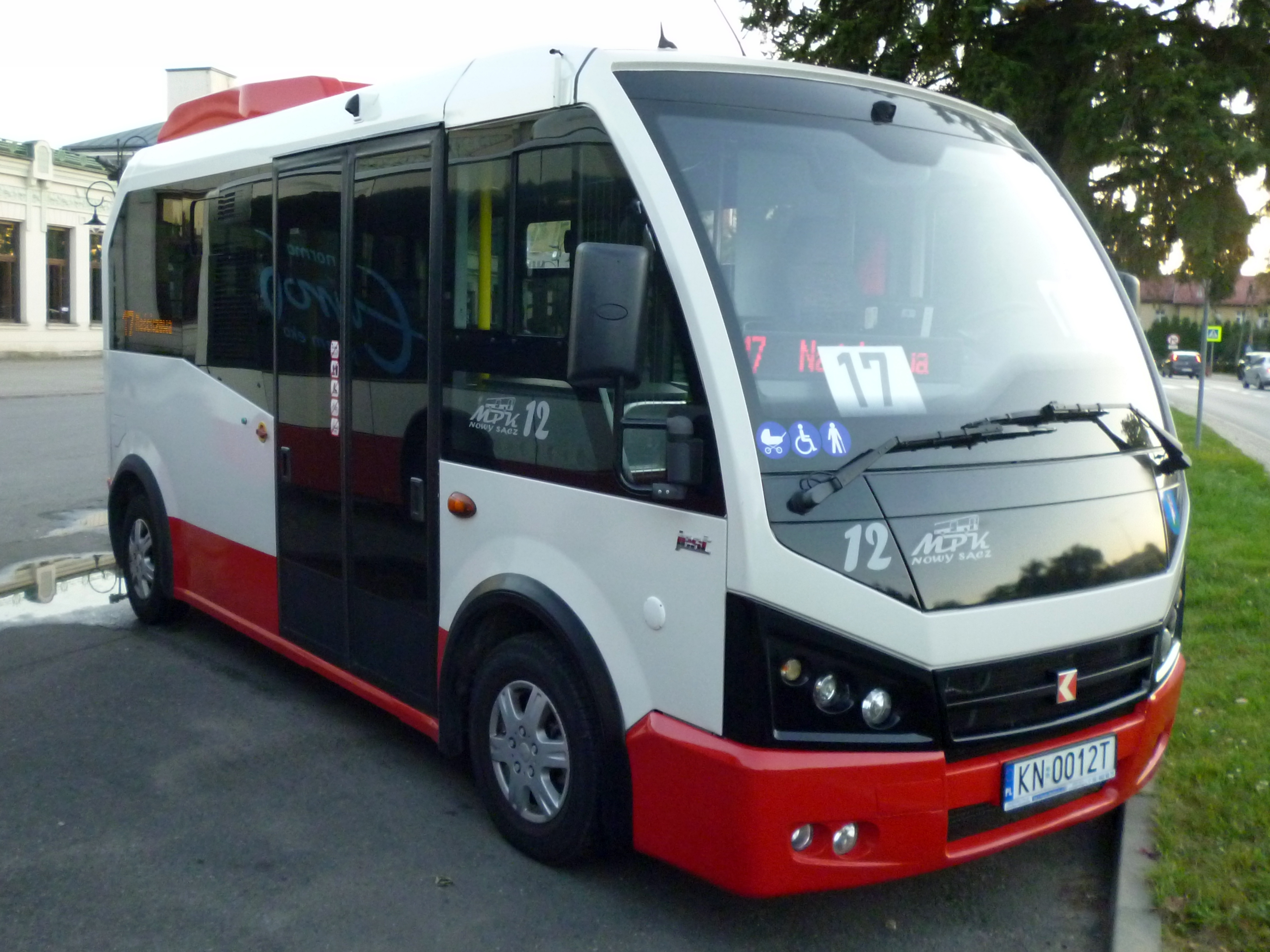
Karsan Jest+ używany w MPK Nowy Sącz

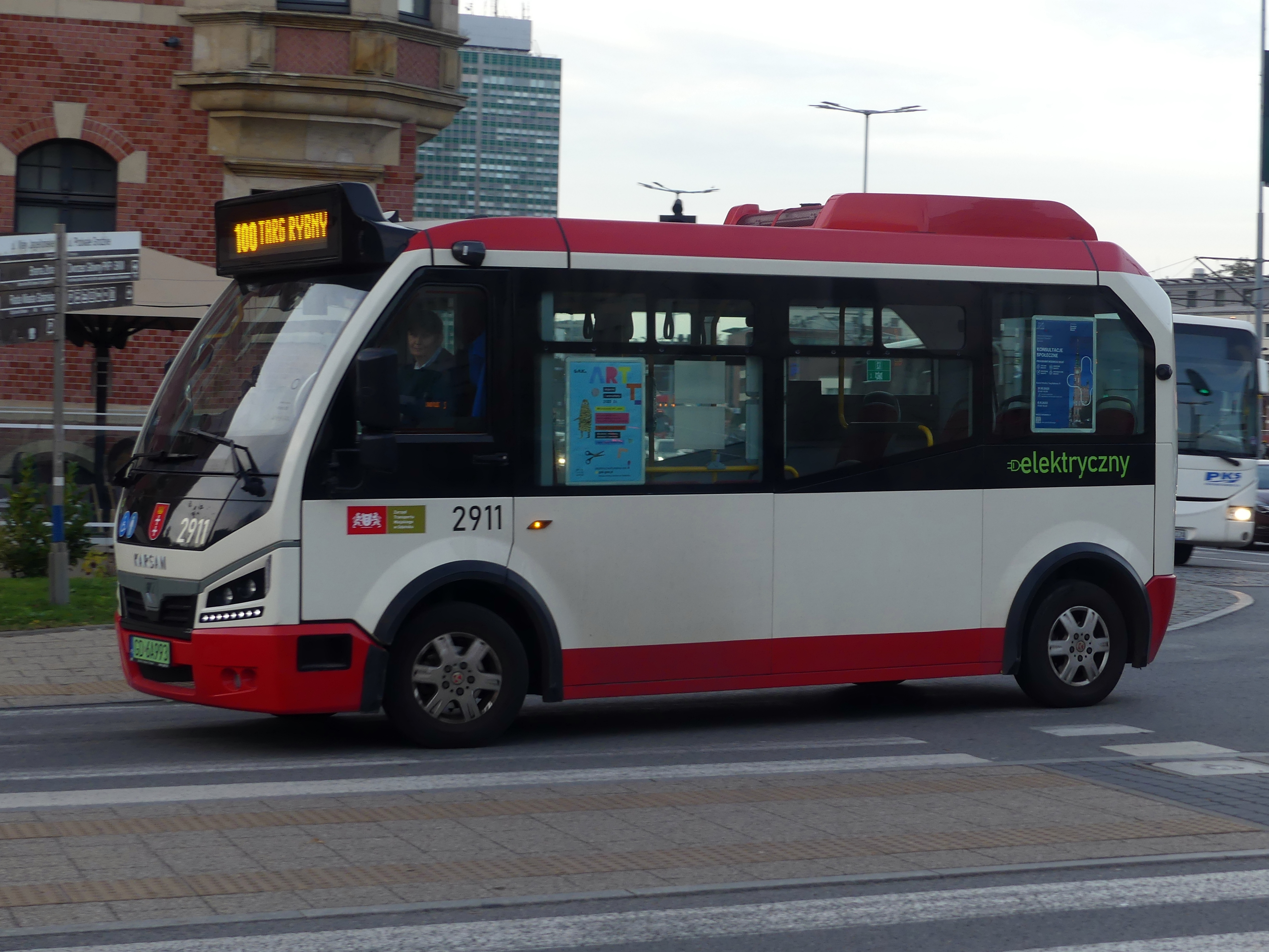
Karsan e-Jest jako autobus miejski w Gdańsku

### Obecnie
- Peugeot Partner (1997–obecnie)
- Peugeot Boxer (2001–obecnie)
- Fiat Ducato (2001–obecnie)
- Hyundai Truck (2007–obecnie)
- Citroën Berlingo (2008–obecnie)
- BredaMenarinibus Vivacity (2010–obecnie)
- BredaMenarinibus Avancity (2010–obecnie)
- BredaMenarinibus Citymood (2013–obecnie)
- Karsan Jest (2013–obecnie)
- Karsan Atak (2014–obecnie)
- Karsan Star (2014–obecnie)
- Hyundai H350 (2015–obecnie)

### W przeszłości
- Karsan J10 (2010–2015)
- Peugeot J9 (1981–2006)
- Peugeot J9 Premier (2006–2010)
- Renault Premium (2008–2013)
- Renault Kerax (2009–2013)

### Propotypy
- Karsan V1 (2010)
- Karsan Sunshine
- Karsan USPS (2016)